# تريكيت
تريكيت (بالإنجليزية: Trecate) هي بلدية تقع في مقاطعة نوفارا في منطقة بيدمونتي الإيطالية ، وتقع على بعد حوالي 90 كيلومتر (56 ميل) شمال شرق تورينو وحوالي 9 كيلومتر (6 ميل) شرق نوفارا .
وهي تؤوي مجمعاً رئيسياً لتكرير الوقود والغاز البترولي المسال (LPG) ، ويخدم شمال ووسط إيطاليا.
تخدمها محطة سكة حديد تريكاتي .
ومن بين كنائسها:
- سانتا ماريا أسونتا - كنيسة الرعية الرئيسية
- سان فرانسيسكو - يحتوي على اللوحات الجدارية من تصميم إيل سيرانو
- ملاذ مادونا ديلي جرازي
- خطابة جونفالون

## قلعة تريكيت
كانت مدينة تريكيت تمتلك قلعة داخل أراضيها ، وكانت هذه القلعة مشابهة لكل من قلعة واركوورث وقلعة كواسو المونتي (اختفت أيضًا) ، في سينك فيت بارك

## المدن التوأم - المدن الشقيقة
تريكيت متوأمة مع:
- Saint-Paul-Trois-Châteaux, France (2003)

## روابط خارجية
- الموقع الرسمي

قالب:Piedmont